# Apamea italica
Apamea italica är en fjärilsart som beskrevs av Turati och Ruggero Verity 1912. Apamea italica ingår i släktet Apamea och familjen nattflyn. Inga underarter finns listade i Catalogue of Life.